# Кормщиков, Александр Харитонович
Алекса́ндр Харито́нович Ко́рмщиков (3 апреля 1924, Слободской уезд, Вятская губерния — 9 августа 1981, Мухино, Кировская область) — советский работник сельского хозяйства, участник Великой Отечественной войны. Председатель колхоза имени Дзержинского Зуевского района Кировской области. Герой Социалистического Труда (1966).

## Биография
Родился 3 апреля 1924 года в деревне Большие Легаши в крестьянской семье. Отец его Харитон Ильич был председателем колхоза. Русский.
После окончания сельской школы трудился в местном колхозе до призыва в Красную Армию в августе 1942 года по мобилизации.
Участник Великой Отечественной войны с 1 января 1943 года. Боевой путь прошёл стрелком в составе 1-й механизированной бригады. Участник боёв за Сталинград. В бою под Ворошиловградом (ныне — Луганск, Донецкая народная республика) 31 января был тяжело ранен в левую ногу.
После излечения в июне 1943 года Александр Харитонович был комиссован из действующей армии, вернулся на родину и продолжил работать в местном колхозе «МЮД» — (Международный юношеский день) (центральная усадьба — деревня Большие Легаши). Работал колхозником, кладовщиком, бригадиром. Вступил в партию. Стал председателем колхоза «Восход».
В 1949 году А. X. Кормщикова избрали председателем колхоза «МЮД». После его слияния в 1950 году с соседним колхозом «Искра» Мухинского района он продолжил руководить укрупнённым хозяйством. При следующем укрупнении в 1954 году оно получило имя Дзержинского, а окончательные границы большого колхоза установились после присоединения к нему ещё 5 хозяйств. К декабрю 1958 года в колхозе образовалось 7 производственных участков, в каждом — по две тракторные бригады. Площадь сельхозугодий составляла 41 495 гектаров, из них 23 276 гектаров — пашни.
Колхоз имени Дзержинского стал опорно-показательным хозяйством, флагманом в Кировской области. Здесь велось большое строительство производственных и социально-культурных объектов, росло поголовье всех видов сельскохозяйственного скота.
За большие успехи в производстве сельскохозяйственной продукции в 1957 году председатель колхоза А. X. Кормщиков был награждён орденом Ленина.
В период 7-й семилетки (1959—1965) колхоз под его руководством ежегодно наращивал выпуск продукции животноводства и по её результатам вошёл в число передовых хозяйств Кировской области.
Указом Президиума Верховного Совета СССР от 22 марта 1966 года за достигнутые успехи в развитии животноводства, увеличении производства и заготовок мяса, молока, яиц, шерсти и другой продукции Кормщикову Александру Харитоновичу присвоено звание Героя Социалистического Труда с вручением ордена Ленина и золотой медали «Серп и Молот».
В последующие годы 8-й пятилетки (1966—1970) колхоз имени Дзержинского продолжал удерживать лидирующее положение в области по производству сельскохозяйственной продукции, его председатель был награждён орденом Октябрьской Революции. Неоднократно избирался депутатом Мухинского сельского Совета депутатов трудящихся и членом Кировского обкома КПСС.
Скончался 9 августа 1981 года. Похоронен в селе Мухино Зуевского района Кировской области.

## Награды
- орден Ленина (24.4.1958)
- Герой Социалистического Труда (орден Ленина и медаль «Серп и Молот»; 22.3.1966)
- Орден Октябрьской Революции (4.8.1971)
- медали, в том числе:
  - «За отвагу» (30.5.1951)[5]
  - «За оборону Сталинграда»
  - «За трудовую доблесть»
  - «В ознаменование 100-летия со дня рождения Владимира Ильича Ленина» (6.4.1970).

## Память
- На могиле Героя установлен надгробный памятник.
- В селе Мухино на доме № 34 по Советской улице, в котором он проживал, установлена мемориальная доска.
- Имя воина увековечено в Главном Храме Вооружённых сил России, и навсегда запечатлено на мемориале «Дорога памяти» [6]

## Комментарии
1. ↑  Деревня Большие Легаши, относившаяся к Мухинской, в 1920-е годы — к Косинской волости Слободского уезда, в последующем входила в состав Мухинского сельсовета Зуевского (в 1944—1955 — Мухинского) района Кировской области; не сохранилась[2].